# Kansas City (Missouri)
Kansas City è un comune (city) degli Stati Uniti d'America che si trova tra le contee di Jackson, Clay, Platte, e Cass, nello Stato del Missouri. La popolazione era di 491 918 persone al censimento del 2018, il che la rende la trentasettesima città più popolosa della federazione. Insieme all'omonima città che si trova in Kansas, al di là del confine statale, forma l'area metropolitana di Kansas City. Le oltre duecento fontane presenti a Kansas City hanno valso alla città l'appellativo di "City of Fountains". Tale caratteristica farebbe di Kansas City la seconda città al mondo per numero di fontane dietro Roma.

## Geografia fisica
Comprende parti delle contee di Jackson, Clay, Cass e Platte.
Anche se è il centro più grande della contea di Jackson, capoluogo della stessa è il sobborgo di Independence. Si trova nel punto in cui il fiume Kansas si getta nel Missouri ed è sul confine tra Missouri e Kansas, oltre il quale sorge l'altra città con lo stesso nome. È unita, infatti, all'omonima città del Kansas da tre ponti ferroviari e due stradali.

## Società

### Evoluzione demografica
Secondo il censimento del 2010, vi risiedevano 459 787 persone.
Secondo i dati del 2018, Kansas City aveva 491 918 abitanti.

### Etnie e minoranze straniere
Secondo il censimento del 2010, la composizione etnica della città era formata dal 59,2% di bianchi, il 29,9% di afroamericani, lo 0,5% di nativi americani, il 2,5% di asiatici, lo 0,2% di oceaniani, il 4,5% di altre etnie, e il 3,2% di due o più etnie. Ispanici o latinos di qualunque etnia erano il 10,0% della popolazione.

## Infrastrutture e trasporti

### Mobilità urbana
I quartieri di Downtown e Crossroads sono serviti da una linea tranviaria con 10 stazioni.

### Strutture commerciali
Alla periferia nord-est della città è presente uno dei più grandi insediamenti commerciali sotterranei denominato SubTropolis.

### Aeroporti
La città è servita dall'Aeroporto Internazionale di Kansas City.

## Sport
La città è rappresentata in 4 delle principali leghe professionistiche statunitensi:
- Kansas City Chiefs (NFL) - football americano, giocando all'Arrowhead Stadium
- Kansas City Royals (MLB) - baseball, giocando al Kauffman Stadium
- Sporting Kansas City (MLS) - calcio, giocando al Children's Mercy Park di Kansas City (Kansas)
- Kansas City Current (NWSL) - calcio femminile, giocando al Children's Mercy Park di Kansas City (Kansas) per tutta la stagione 2023; trasferendosi nel nuovo CPKC Stadium a Kansas City (Missouri) nel 2024